# (8934) Nishimurajun
(8934) Nishimurajun est un astéroïde de la ceinture principale.

## Description
(8934) Nishimurajun est un astéroïde de la ceinture principale. Il fut découvert le 10 janvier 1997 à Ōizumi par Takao Kobayashi. Il présente une orbite caractérisée par un demi-grand axe de 3,14 UA, une excentricité de 0,12 et une inclinaison de 12,5° par rapport à l'écliptique.

## Compléments